# Atlantocuma ojii
Atlantocuma ojii is een zeekommasoort uit de familie van de Bodotriidae. De wetenschappelijke naam van de soort is voor het eerst geldig gepubliceerd in 2012 door Akiyama.